# (7878) 1992 DZ
1992 دي زد (ويعرف أيضًا باسم (7878) 1992 دي زد وفق تسمية الكوكب الصغير) (بالإنجليزية: 1992 DZ)‏ هو كويكب ضمن حزام الكويكبات؛ وترتيبه 7878 من حيث الاكتشاف.
اكتُشف هذا الجُرم الفلكي بواسطة Nobuhiro Kawasato ‏ في 27 فبراير 1992.

## وصلات خارجية
- (7878) 1992 DZ في قاعدة بيانات مختبر الدفع النفاث لأجرام النظام الشمسي الصغيرة

- الاكتشاف · مخطط المدار ·  العناصر المدارية · المعلمات المادية

- (7878) 1992 DZ على موقع ويكي سكاي: DSS2, SDSS, GALEX, IRAS, Hydrogen α, X-Ray, Astrophoto, Sky Map, Articles and images